# Up
Up (titulada Up: una aventura de altura en Hispanoamérica) es una película de animación y aventuras producida por Walt Disney Pictures y Pixar Animation Studios, dirigida por Pete Docter, estrenada en 2009 y ganadora de dos premios Óscar. La trama relata las aventuras de un viudo de edad avanzada llamado Carl Fredricksen y de un niño escultista cuyo nombre es Russell, quienes viajan a Cataratas del Paraíso (una enorme caída de agua inspirada en el Salto Ángel en Venezuela), en el interior de una casa flotante suspendida con globos rellenos de helio.
Es el segundo largometraje de Docter, quien previamente había dirigido Monsters, Inc., y cuenta con las voces en inglés de Edward Asner, Christopher Plummer, Bob Peterson y Jordan Nagai. A su vez, es la décima producción de los estudios Pixar, así como la primera en exhibirse en Disney Digital 3D; en su proyección en salas de cine, se hizo acompañar del cortometraje Partly Cloudy. Tuvo proyecciones en algunas salas selectas con tecnología Dolby 3D. Su estreno ocurrió el 29 de mayo de 2009 en Estados Unidos, aunque antes inauguró el Festival de cine de Cannes de ese año, donde se convirtió en la primera cinta animada o en tercera dimensión que ha abierto este evento.
Tras su estreno, obtuvo en general una crítica positiva: alcanzó un porcentaje de 98 % en el sitio especializado Rotten Tomatoes (que la calificó como la mejor película de 2009) y recaudó una cantidad superior a 730 millones USD en todo el mundo, hecho que la llevó a convertirse en la tercera película más exitosa de la productora, solo por debajo de Buscando a Nemo (2003) y Toy Story 3 (2010). En cuanto a premios, además del par de Óscares obtenidos, es la segunda cinta animada que recibió una nominación como mejor película en dicha premiación, después de La bella y la bestia (1991). Otros reconocimientos incluyen los Globos de Oro en las categorías de mejor película animada y mejor banda sonora, entregados por la Asociación de la Prensa Extranjera de Hollywood.

## Argumento

### Sinopsis
Las primeras escenas retoman la infancia de Carl Fredricksen, un niño tímido y serio que idolatra al famoso explorador Charles F. Muntz Jr, cuyas anécdotas suelen relatarse en unos informativos proyectados en las salas de cine de la época. Un día, tras acudir al cine para mirar las nuevas aventuras de Muntz, Carl se entera de que este fue acusado de fabricar el esqueleto de un ave gigante, el cual afirmó que había descubierto en Cataratas del Paraíso. Ante el hallazgo de su supuesta mentira, perdió su empleo. No obstante, se comprometió a regresar a ese sitio para traer consigo un ejemplar vivo de esa ave y así retomar su reputación. La revelación de la mentira de Muntz entristece al joven Carl. 
Poco después, Carl conoce a una niña enérgica y algo excéntrica llamada Ellie, que coincidentemente también es una fanática de Muntz. Esta le confiesa su deseo de trasladar su club (ubicado en una casa abandonada en el barrio) a un acantilado con vista a Cataratas del Paraíso, a donde acudió Muntz. Carl le promete ayudarle a concretar su plan. Conforme las escenas avanzan, se ve a unos adultos Carl y Ellie contrayendo matrimonio y viviendo en donde anteriormente era el club de ella, aunque esta vez restaurado por completo. Él trabaja como vendedor de globos, mientras que ella consigue un empleo en un zoológico de la ciudad. Al principio, quieren tener hijos, pero, después de que pierden un niño, descubren que no pueden tener más y empiezan a pensar más en viajar. Si bien ambos intentan ahorrar para poder acudir algún día a Cataratas, siempre terminan gastando lo que llevan ahorrado en alguna otra necesidad que se les va presentando. Más tarde, Ellie, ya anciana, enferma repentinamente y fallece sin que la pareja logre llevar a cabo el viaje anhelado, algo de lo que se lamenta profundamente Carl.
Se presenta ahora a un Carl envejecido, viudo, solitario y gruñón habitando la misma casa, aunque esta se halla rodeada ahora por un entorno urbanista de rascacielos y edificios prominentes. Unos contratistas que trabajan en una zona cerca de la casa de Carl le han solicitado comprar su casa para ocupar el terreno en una nueva construcción, sin embargo, el anciano se niega a venderles su propiedad. En una ocasión, el anciano hiere a uno de los trabajadores debido a que tumbó por accidente el buzón de correo de su hogar, lo cual ocasiona que se le remita una orden judicial en donde se le obliga a desalojar su casa para trasladarse a un ancianato. Al no haber otra alternativa, Carl ingenia inflar decenas de miles de globos de helio un día antes de ser desalojado, para atar la casa a estos y poder llevársela consigo en las alturas. Cuando esto ocurre, y efectivamente la casa se levanta de su sitio, se percata de que también se ha traído con él a Russell, un niño que pertenece al grupo escultista denominado «Exploradores intrépidos», que poco antes había insistido a Carl para que le ayudase a conseguir la medalla de «Ayuda a los mayores», la única que le falta para avanzar de grado escultista.
Con Russell como su único compañero en la travesía, Carl orienta la dirección en la que vuelan a bordo de la casa, similar a la planeación de un avión. Tras pasar algunos obstáculos relacionados con la adecuada ascensión de la casa, incluyendo una tormenta eléctrica, casi caen por un barranco al llegar a tierra firme, en una zona repleta de acantilados y formaciones rocosas. Logran sobrevivir y Carl decide llevar la casa, aún flotante por varios globos inflados, a cuestas para lo cual se amarra la manguera de la misma a su cintura. El anciano reconoce las Cataratas del Paraíso a lo lejos, por lo que espera llegar hasta ahí antes de que todos los globos se desinflen o revienten, y la casa no pueda trasladarse más. En su recorrido, se topan con un ave alta y de plumas coloridas, a la cual Russell llama Kevin (aunque luego se descubre que el ave es hembra, ya que debe cuidar de sus crías), y con un perro que es capaz de hablar a través de un collar electrónico especial que lleva sobre el cuello. Este último dice llamarse Dug. Si bien Carl se muestra reticente a que ambos animales se les unan en su travesía, estos terminan acompañándolos. Antes de llegar a su destino, son interceptados por un grupo de perros encabezado por un dóberman llamado Alfa. Al igual que Dug, son capaces de hablar por medio de sus respectivos collares. Carl se entera de que Dug estuvo comunicándose con ellos todo ese tiempo, algo que Alfa y sus acompañantes, el rottweiler Beta y el bulldog Gamma, revelan en el momento. Además de que los perros confunden a Russell un cartero quienes lo llaman “mini-cartero”. Los canes los obligan a seguirlos, excepto a Kevin que se ocultó en la azotea de la casa poco antes para que no le vieran, para encontrarse con su amo, un ya anciano Muntz. 
Una vez que llegan al lugar donde los perros les indican, Carl reconoce a su ídolo de la infancia y lo saluda con alegría, no sin antes notar que es acompañado de docenas de canes. Muntz les ofrece amablemente abordar su dirigible, Spirit of Adventure, que se halla estacionado en una cueva del sector. Mientras comen en el interior del dirigible, el aventurero les revela a Carl y a Russell que ha pasado mucho tiempo en Cataratas buscando al ave que prometió encontrar, y para ello es auxiliado por todos los perros que vieron al llegar. Aunque también deja entrever que no le preocuparía en lo absoluto el bienestar de la criatura, con tal de recuperar su reputación. Inocentemente, Russell le informa de Kevin, al hallar similitudes entre esta y la criatura que busca Muntz. Carl decide huir del lugar junto con el niño, pero Muntz se rehúsa a dejarlos ir sin que antes le entreguen al tal Kevin. Tras una persecución entre las pendientes y zonas rocosas del lugar, en donde Carl, Russell y Kevin (que ha salido de su escondite) reciben la ayuda de Dug, al final el villano los atrapa con ayuda de sus perros y del dirigible, y le prende fuego a la casa de Carl.
Sabiendo que al llevarse a Kevin ya no le molestarán más, y habiendo extinguido el fuego de su casa, el anciano considera regresar a Cataratas sin importarle más lo acontecido, algo que le molesta a Russell, quien le insiste en regresar para ayudar al ave. No es sino hasta que el primero lee el álbum fotográfico de Ellie, específicamente unas páginas que no había visto en donde ella le agradece por la aventura que significó haber sido esposos, y animándole a ir por nuevas aventuras, Carl accede a rescatar a Kevin con ayuda del joven escultista. Para conseguir que la casa vuelva a elevarse en los aires, ya que muchos de los globos se reventaron debido al fuego provocado por Muntz, se ve en la necesidad de desalojar algunos muebles de la misma. Tras alcanzar al dirigible, Carl intercepta en su interior a Muntz, pero este último logra capturar a Russell. Finalmente Carl maniobra el dirigible y logra rescatarlo, lo cual lo pone a salvo junto con Kevin y Dug en la casa flotante. Después de un altercado entre Muntz y Carl, el explorador se cae del dirigible. A pesar de sus intentos por rescatar la casa, que ya no puede flotar y a la cual se ha aferrado con la manguera, Carl opta por dejarla ir para evitar que Kevin y Dug caigan del dirigible también. 
En las últimas escenas, se ve a Carl, Dug y Russell mientras se despiden de Kevin y regresando a la ciudad a bordo del Spirit of Adventure. A falta del papá de Russell, Carl accede a entregarle la medalla faltante al joven, pero esta resulta ser la medalla hecha de una tapa de soda de uva por Ellie en su niñez. Momentos después, aparecen estos dos últimos, junto con Dug, contando los automóviles de un mismo color que transitan por una de las calles de la ciudad, mientras comen un helado, pasatiempo que Russel hacía con su padre tiempo atrás. También se observa a la casa de Carl descendiendo e instalándose en Cataratas del Paraíso, con lo cual de alguna forma se cumple el deseo que había tenido Ellie desde que ella y Carl eran niños.

### Temáticas
Básicamente, la historia contiene una temática de amistad, lo cual se ve reflejado en las relaciones entre Carl y Russell, y Dug y Kevin. Docter comentó que Up también tiene vínculos con su vida personal, ya que cuando era niño no solía ser muy social, además de que siempre le ha gustado trabajar solo. En el filme, Carl es un anciano solitario y gruñón que se ve envuelto repentinamente en una aventura, en la que escapa de su rutinario estilo de vida «flotando rumbo al paraíso», en referencia a Cataratas del Paraíso. Conforme transcurre la película, se da cuenta de que no está completamente solo, al conocer a Russell, del cual «aprende algunas lecciones de vida y [comprende] la importancia de las relaciones sociales». En palabras del director: «El mensaje de la cinta es que Carl piensa que ya se perdió la aventura verdadera en la vida, al no poder ir a esos lugares exóticos y ver esos fantásticos escenarios. Pero al final, se percata que tuvo la mejor aventura de todas: la relación que tuvo con su esposa».

## Reparto principal

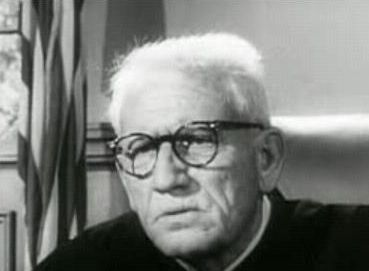
El personaje principal de Up, Carl Fredricksen, está basado en Spencer Tracy.

- Edward Asner como Carl Fredricksen: un anciano estereotipado de 78 años de edad[3] y protagonista de la película que, tras enviudar, decide emprender un viaje a Cataratas del Paraíso junto con su casa flotante. El alter ego de Asner, Lou Grant, ayudó a concebir la personalidad de Carl, al servirles de guía a los responsables del guion para equilibrar los aspectos favorables y desfavorables del personaje.[15] Cuando Asner vio el diseño de este, bromeó y dijo: «No me parezco en nada». Cabe señalarse que el físico de Carl es reminiscente del actor Spencer Tracy, tal cual apareció en Guess Who's Coming to Dinner (1967), su última película.[14][n. 1] Los productores optaron por editar el diálogo del protagonista para que contuviera oraciones cortas, y una mayor abundancia de consonantes, aspectos que «consolidaran la idea de que Carl, tras la muerte de Ellie, es un oso molesto que ha sido despertado en plena hibernación».[18]

- Jordan Nagai como Russell: un niño explorador de ocho años de edad[3] que va de polizón en la casa flotante de Carl, al que asiste en la mayor parte de la historia, con el propósito de obtener su medalla de «Asistir a los mayores», la única que le falta para obtener un mayor rango de explorador. No obstante, a pesar de su condición como escultista, jamás ha tenido contacto directo con la vida salvaje, además de sentirse desanimado porque su padre siempre está muy ocupado como para pasar tiempo con él. Inclusive, en una breve conversación, Russell insinúa a Carl que sus padres están separados.[19] El diseño del personaje está basado en el animador Peter Sohn, de Pixar.[20] Para elegir al actor adecuado, Docter audicionó a un total de 400 niños en todo el territorio estadounidense.[21] Nagai, quien es de nacionalidad japonesa-americana,[22] y tenía 8 años en ese entonces,[21] se presentó a la prueba junto con su hermano, que era el interesado en el personaje.[23] Al instante, Docter se percató de que Nagai actuaba y hablaba sin parar de manera semejante a Russell, por lo que decidió elegirlo.[23] Durante el proceso de producción, animó al niño para que actuara tanto física como vocalmente al grabar su voz, especialmente en la escena donde Russell encuentra a Kevin.[18] Numerosos asiáticos-americanos recibieron positivamente el hecho de que Pixar eligiera, por vez primera, a un protagonista asiático para Up,[24] a diferencia de, según la práctica, escoger a actores no asiáticos para interpretar roles de gente proveniente de dicho continente.[25]

- Christopher Plummer como Charles F. Muntz Jr: un viejo explorador y el antagonista de la película, el cual busca Cataratas del Paraíso y cuyas aventuras han sido inspiración para Carl y Ellie desde que eran niños. Su intención es atrapar a Kevin para llevarse la criatura consigo y obtener el reconocimiento de los científicos y de la sociedad. Posee una aeronave llamada Spirit of Adventure, que pudo haberse inspirado en el aeroplano Spirit of Saint Louis, de Charles Lindbergh.[26] En entrevistas, el cineasta señaló que tanto Lindbergh, como Howard Hughes, Errol Flynn, Walt Disney, Roald Amundsen y Percy Fawcett habían servido como inspiración para el personaje.[27][28][29] Al principio, el personaje era modelado más sobre la base de Ernest Hemingway, un tipo que gusta de reñir con los demás y contar historias en un bar, aunque con la incorporación de Plummer en el reparto los guionistas decidieron que Muntz debía ser «más educado y refinado». Respecto al actor, Docter lo calificó como «muy preparado e instintivo».[30]

- Bob Peterson como Dug: un perro parlante de raza golden retriever que forma parte del grupo de canes controlados por Muntz, para buscar cualquier indicio de criaturas similares a Kevin en Cataratas del Paraíso. Peterson se dio cuenta de que él sería quien interpretaría la voz de Dug en inglés, al escribir la frase «Acabo de conocerte, y te amo» en el guion, la cual se basó en lo que un niño le dijo a él cuando era consejero de un campamento, en la década de 1980.[26] Peterson quiso rendir un homenaje a los perros con su interpretación de Dug, para el cual se inspiró en las experiencias con sus propios canes.[29] La edición DVD de la cinta contiene el corto Dug's Special Mission, que relata las aventuras de Dug antes de conocer a Carl y Russell. Previamente, la sombra de Dug había aparecido en una breve escena de Ratatouille.[26]
  - Peterson también le da voz en inglés a Alfa, un dóberman parlante que funge como líder de la manada de perros de Muntz.[26]

- Pete Docter como Kevin: una especie de ave extinta con plumaje colorido y de 4 metros de altura que habita en Cataratas del Paraíso.[3] Además de Kevin, Docter prestó su voz para el maestro de campamento de Russell, en las últimas escenas del filme.[31]

- Elizabeth Docter como Ellie Fredricksen: la esposa de Carl, que fallece debido a una enfermedad en las primeras escenas. Debido a que Ellie solamente tiene diálogo en las primeras escenas de Up, cuando aún es una niña, la hija de Docter le prestó su voz al personaje.[32] Elizabeth también fue responsable de algunos de los dibujos que le muestra Ellie a Carl.[33]

- Delroy Lindo como Beta: un rottweiler de la manada de perros de Muntz.[26]

- Jerome Ranft como Gamma: un bulldog que pertenece a Muntz.[26]

- John Ratzenberger como Tom: un empleado de la construcción que le pregunta a Carl si está listo para vender su casa.[26]
- David Kaye: como el anunciador de las noticias proyectadas en la sala de cine.[34]

## Producción

### Guion
El director Pete Docter comenzó a escribir la trama en 2004. En tal labor, le auxiliaron Thomas McCarthy y Bob Peterson, por un periodo de tres meses. La casa flotante era una metáfora de lo difícil que fue crecer para Docter, pues cuando era joven sentía constantemente deseos de querer «apartarse de todo el mundo». Este último comentó: «Peterson y yo nos sentamos en una habitación y comenzamos a lanzar ideas al azar [...]; un hombre malhumorado y gruñón de alta edad, se sintió como algo realmente atractivo para mí y para Bob; sentimos como si hubiera un montón de posibilidades para entretener ahí». En cuanto al protagonista, lo eligieron tras dibujar a un anciano gruñón con globos sonrientes.
Para elegir el concepto narrativo, Docter y Peterson se hicieron la pregunta: «¿Cómo define alguien lo que es una aventura?», lo cual les llevó a pensar si una aventura consistía solamente en andanzas importantes, o si realmente podía presentarse en algo más simple que ayudara a dar rumbo a la vida de una persona. Así fue como definieron la historia de amor entre Carl y Ellie, que representa el origen de la aventura de Carl, y por lo tanto sirve como eje argumental de Up.
Docter señaló que la película refleja su amistad con Frank Thomas, Ollie Johnston y Joe Grant, que fueron empleados de Disney y quienes murieron antes del estreno de Up, por lo que la película está dedicada a ellos. El último dio su aprobación al guion, así como algunos consejos, antes de su fallecimiento en 2005. Le decía a Docter que el público siempre necesitaba algo emocional en las películas, y en este caso eso viene representado en el luto que guarda Carl por la muerte de su esposa. Grant también influyó en la personalidad de Ellie, mientras que Carl está basado en los actores Spencer Tracy, Walter Matthau y James Whitmore, debido a que, según Docter, «hay algo dulce en estos viejos gruñones». Docter, junto con el productor Jonas Rivera, afirmaron que la naturaleza encantadora de Carl, a pesar de su rudeza, se deriva de su encanto, un rasgo típico de la tercera edad.

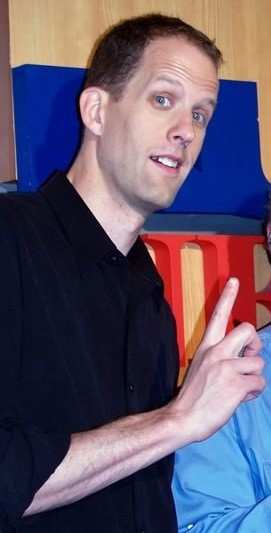
Pete Docter, director de la cinta, promocionando Up en San Diego, California.

En el primer borrador del guion, «Carl quería reunirse con su esposa en el cielo. Era casi una especie de extraña misión suicida o algo así. Y eso era lógicamente un problema. Una vez que se elevaba en el cielo, ¿qué ocurriría después? Tuvimos que darle algún propósito a Carl, algo que no hubiese logrado aún», según comentó Docter. Por lo tanto, se agregó a la trama el sueño del personaje de llegar a las Cataratas del Paraíso, en América del Sur. Lo escogieron debido a la admiración que tenía Docter por los lugares tropicales, además de que querían un sitio en donde Carl estuviera atrapado con un niño, sin que pudiese dejarlo encargado con alguna autoridad, como un policía o un trabajador social. De esta forma, surgió la idea de incorporar a un niño en el guion, y de esa forma Carl pudiera salir adelante en su viaje.
Docter creó al personaje canino de Dug, al pensar que sería «refrescante» mostrar lo que un perro piensa, en lugar de lo que la gente asume. El veterinario y entrenador de perros, Ian Dunbar, ayudó al equipo de Pixar a entender mejor el comportamiento y las comunicaciones de los perros, con tal de poder diseñar con mayor realismo a los personajes caninos que aparecerían en la cinta, además de Dug. Sobre la voz de Alfa, esta provino de una discusión en donde llegaron a la cuestión de qué pasaría si alguien tiraba y rompía una grabadora, y esta reprodujera sonidos agudos desde entonces. Russell se añadió a la historia después de Dug y Kevin, ya que su presencia ayudó a que la trama se sintiera menos «episódica». Esta misma función cumplieron los empleados de la construcción que aparecen en las escenas iniciales. Además, sin Russell, Carl solamente interactuaba físicamente con los dos animales, sin tener diálogo con ellos, ya que Dug tampoco hablaba en los tratamientos iniciales del libreto. Por otra parte, Charles Muntz se basó en Howard Hughes, Errol Flynn, Walt Disney, Roald Amundsen y Percy Fawcett.
La relación de Carl con Russell refleja cómo el primero «no está realmente listo para el torbellino que resulta ser un niño, como pocos de nosotros lo estamos». Para el cineasta, Up es un relato sobre la «madurez» y «un amor inconcluso», al referir a Carl tras la pérdida de su esposa. Citó como influencias a la película Casablanca (1942) y a la novela A Christmas Carol, que son a la vez historias que retoman a hombres que han perdido algo, y que recobran el sentido de la vida durante una travesía. Docter y Rivera también mencionaron como inspiraciones a The Muppets, las producciones de Hayao Miyazaki, Dumbo (1941) y Peter Pan (1953). Asimismo, vieron un cierto «paralelismo» con The Wizard of Oz (1939), por lo que trataron de hacer que Up fuese distinta en la medida de lo posible. Un empleado de Pixar comparó la escena en que Carl y Russell jalan consigo la casa flotante, a través de la jungla, con Fitzcarraldo (1982). Docter se dio entonces a la tarea de mirar la citada producción, además de La misión (1986) para tomar una mayor influencia.

### Animación

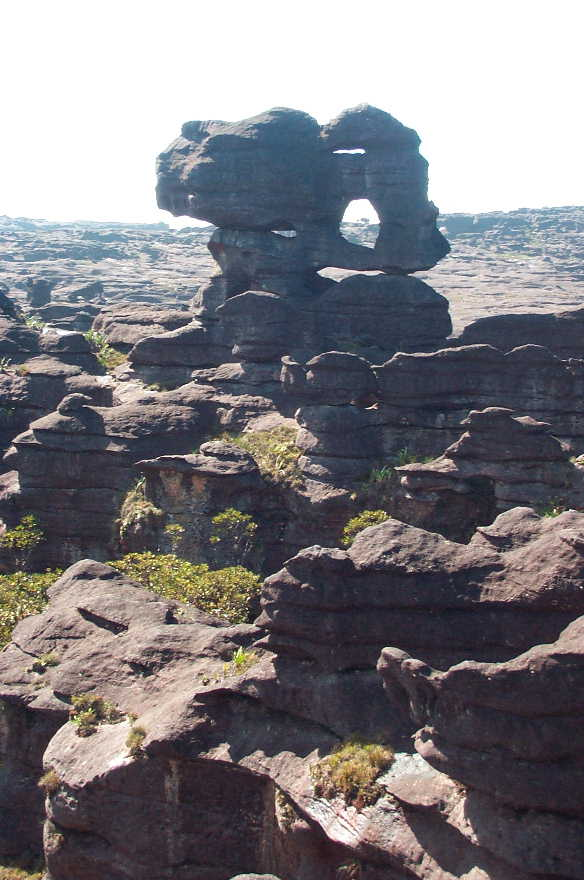
En 2004, Pete Docter y otros once especialistas de Pixar visitaron las montañas de los tepuyes —donde se encuentra el Salto Ángel— en Venezuela para trabajar con mayor realismo en el diseño de la película.

Al principio, debido a la naturaleza del guion, los animadores pensaban en una isla o algún lugar ubicado entre las nubes como escenario de Up. Docter eligió Venezuela como localización después de que Ralph Eggleston, un empleado de Pixar, le mostrase un documental de las montañas del tepuy, lugar que también había servido como escenario para Dinosaurio (2000), una producción de Disney. Ricky Nierva, diseñador de producción de Up, comentó al respecto: «Queríamos algo que pareciera de otro mundo pero que aun así continuara siendo lo suficientemente creíble», a lo que Docter añadió: «De inmediato supe que este era el lugar en el cual debíamos ambientar la película [...] era un lugar fantástico y extraño del que nunca había oído hablar».
Con tal de conocer en persona el sitio, en 2004, Docter y otros once empleados de Pixar se trasladaron en avión, barco, jeep y helicóptero a la meseta del tepuy, hazaña que les llevó tres días hasta que por fin llegaron al Monte Roraima. Para escalarlo, tardaron más de siete horas. Una vez que se establecieron ahí, pasaron tres noches dibujando y elaborando bocetos para la cinta, y se encontraron con hormigas, mosquitos, escorpiones, ranas y serpientes. Luego viajaron en helicóptero a Kukenán, también conocido como Matawi Tepui («la casa de los muertos»), para posteriormente llegar al tepui Auyantepui, donde se encuentra el Salto Ángel, considerado el salto de agua más alto del mundo con 979 m de altura. Este sitio sería la base para diseñar Cataratas del Paraíso, destino al cual desea llegar Carl con su casa flotante. Docter opinó que no podían «usar las rocas y plantas que encontramos ahí porque la realidad es tan distante, que si la plasmáramos en la película, no la creerían».
En el proceso de animación, participaron hasta 70 personas. La creación de las criaturas representó también un reto en cuanto al diseño, ya que tenían que encajar en el ambiente surrealista de los tepuyes, pero a la vez también ser realistas, ya que esas montañas existen en la vida real. Una vez terminado el viaje, los realizadores visitaron el Zoológico de Sacramento para observar un Monal del Himalaya y así animar a Kevin. Decidieron que Russell sería un asiático-americano, mientras que su apariencia física se basó directamente en Sohn Peter (un guionista gráfico de Pixar que le dio voz a Emile en Ratatouille y que dirigió el cortometraje Partly Cloudy), dada su naturaleza enérgica.
Para Up, Pixar diseñó a sus personajes y luego procedió a caricaturizarlos. Esta técnica pasó a denominarse «simplejidad». La imagen de Carl mide solo tres cabezas de alto, y si bien no le incorporaron todas las características que tienen los ancianos, tales como algunas manchas en la piel o pelo en las orejas, sí le colocaron arrugas, marcas de viruela en la nariz, un audífono y un bastón, para hacer que aparentara una edad avanzada. Docter quería un aspecto final estilizado, en particular en cuanto a las proporciones de la cabeza de Carl: tiene un físico cuadrado para simbolizar su aislamiento social, contrario a Russell que tiene una cabeza en forma de globo. Uno de los retos de la producción consistió en hacer que estos personajes estilizados resultasen lo más realistas que se pudiera; para Docter, el efecto logrado había sido mejor que el resultante con los personajes humanos de Toy Story, que sufrieron el llamado «valle inquietante», que en resumen, se refiere a la repugnancia en la audiencia al ver animaciones humanas muy realistas. Cabe añadirse que los caricaturistas Al Hirschfeld, Hank Ketcham y Booth George influyeron en los diseños de los humanos. La simulación de la vestimenta que usarían estos últimos resultó más complicado que la creación de los 10 000 globos con los que la casa consigue elevarse en el aire. Se produjeron también nuevas aplicaciones software para emular las plumas iridiscentes de Kevin. Estos programas informáticos ayudaron igualmente al momento de diseñar la vestimenta humana. Sobre este último aspecto, la indumentaria de Russell resultó ser la más compleja de animar, ya que usa insignias, un pañuelo y una mochila. Un hecho curioso es que para hacer las animaciones de los ancianos, el equipo responsable estudió a sus propios padres o abuelos, según fuese el caso, además de mirar grabaciones de las Senior Olympics. Para renderizar un solo cuadro de la película se requerían entre cinco y veinte horas, dependiendo la complejidad de la escena. Cada segundo de duración de la cinta equivale a 24 cuadros en total.
Steve May, supervisor técnico de la producción, calculó que para levantar la casa de Carl, si existiese en la vida real, se necesitarían 26,5 millones de globos. Docter concluyó que eso haría que los globos lucieran en pantalla como pequeños puntos, por lo que pidió que aumentaran el tamaño de los mismos para que fuesen del doble de la estatura de Carl. En total, fueron requeridos 10 297 globos para las escenas donde la casa vuela, 20 622 para el despegue y una cifra variable en algunos otros segmentos. Cabe añadirse que Docter se encargó de animar la última escena de Up, en la cual Carl y Russell yacen sentados en una banqueta mientras comen helados y cuentan los carros que pasan por la avenida. Para la versión 3D, un equipo de empleados de Pixar se ocupó de convertir a este formato al largometraje original que sería proyectado en formato estándar.

### Banda sonora
| «Desde el principio, hablamos sobre el deseo de que la banda sonora tuviera un estilo clásico, al igual que la música del cine de los años 1940 o 1950 [...] Quería que la gente fuera capaz de imaginar que se reproducía en una caja musical. La composición que se le ocurrió a Michael Giacchino era tan hermosa. Hay momentos maravillosos y tiernos... Giacchino hizo un trabajo fantástico». — Pete Docter. |

Luego de haber compuesto las bandas sonoras de Los Increíbles (2004) y Ratatouille (2007), Michael Giacchino se encargó de la banda sonora de Up, a excepción de sus últimas tres pistas («Carl's Maiden Voyage», «Muntz's Dark Reverie» y «Meet Kevin in the Jungle»), que consisten en efectos de sonido. Musicalmente, abarca géneros como la música clásica, el jazz y el vals, además de contener ritmos tribales y temas de piano simples. Las pistas compuestas para los personajes utilizan la denominada transformación temática, una técnica de composición usada por Franz Liszt y Beethoven para la creación de música clásica.
Up fue lanzado digitalmente el 26 de mayo de 2009, tres días antes del estreno de la película en Estados Unidos. También cabe destacar que Walt Disney Pictures e Intrada Records lanzaron una versión limitada de únicamente 10 000 copias de la banda sonora en físico, el 28 de junio de 2011.
Después de su lanzamiento, obtuvo primordialmente críticas positivas por parte de la prensa especializada. Por ejemplo, Christian Clemmensen, de Filmtracks, le otorgó 4/5 estrellas y comentó que «cómpralo si se te rompió el corazón por el tema triste y trágico de Michael Giacchino para la pareja principal en Up, la combinación de vintage jazz y ritmos de vals tanto afablemente alegres como increíblemente íntimos en el primer plano de la mezcla musical de la película». Aaron Green de About.com calificó a Up con cuatro y media estrellas de cinco, y elogió sus melodías como «únicas, con alegres partituras que recuerdan al estilo de música que había entre 1920 y 1930». No obstante, criticó la corta duración de las pistas. A pesar de haber tenido una buena recepción crítica, no así ocurrió con su desempeño comercial, al posicionarse en el decimoquinto puesto del conteo Billboard Soundtracks, en la semana que inició el 13 de junio de 2009. En cuanto a premiaciones, la banda sonora obtuvo el premio Óscar en su categoría, el Grammy al mejor álbum de banda sonora para película, televisión u otro medio visual, el Globo de Oro a la mejor banda sonora, y el BAFTA a la mejor música original.
A continuación la lista de temas de la banda sonora. Todas las canciones fueron compuestas e interpretadas por Michael Giacchino, excepto donde sea específicado lo contrario. 
| Up  |                                               |          |  |
| N.º | Título                                        | Duración |  |
| 1.  | «Up With Titles»                              | 0:53     |  |
| 2.  | «We're In the Club Now»                       | 0:43     |  |
| 3.  | «Married Life»                                | 4:11     |  |
| 4.  | «Carl Goes Up»                                | 3:34     |  |
| 5.  | «52 Chachki Pickup»                           | 1:14     |  |
| 6.  | «Paradise Found»                              | 1:04     |  |
| 7.  | «Walkin' the House»                           | 1:04     |  |
| 8.  | «Three Dog Dash»                              | 0:51     |  |
| 9.  | «Kevin Beak'n»                                | 1:14     |  |
| 10. | «Canine Conundrum»                            | 2:04     |  |
| 11. | «The Nickel Tour»                             | 0:53     |  |
| 12. | «The Explorer Motel»                          | 1:26     |  |
| 13. | «Escape from Muntz Mountain»                  | 2:43     |  |
| 14. | «Giving Muntz the Bird»                       | 1:58     |  |
| 15. | «Stuff We Did»                                | 2:13     |  |
| 16. | «Memories Can Weigh You Down»                 | 1:22     |  |
| 17. | «The Small Mailman Returns»                   | 3:12     |  |
| 18. | «He's Got the Bird»                           | 0:29     |  |
| 19. | «Seizing the Spirit of Adventure»             | 5:20     |  |
| 20. | «It's Just a House»                           | 1:59     |  |
| 21. | «The Ellie Badge»                             | 1:30     |  |
| 22. | «Up With End Credits»                         | 7:39     |  |
| 23. | «The Spirit of Adventure»                     | 2:30     |  |
| 24. | «Carl's Maiden Voyage» (Efecto de sonido)     | 0:52     |  |
| 25. | «Muntz's Dark Reverie» (Efecto de sonido)     | 0:52     |  |
| 26. | «Meet Kevin in the Jungle» (Efecto de sonido) | 1:32     |  |

### Características técnicas
Imagen
La relación de aspecto del metraje original es 1.85:1. Para el formato en 3D, se usó la tecnología digital Disney Digital 3D. El formato de negativo es de 35 mm para la versión estándar, y D-Cinema para la 3D. Cabe añadirse que Up se convirtió en la primera película de Pixar filmada en 3D y lanzada en tal formato en cines.
Sonido
Para la mezcla del audio se usaron los sistemas digitales de codificación SDDS, Dolby Digital EX y DTS.

### Doblaje al español
Se hicieron dos doblajes al español: uno para su distribución en Hispanoamérica y otro para España. En el primer caso, la dirección corrió a cargo de Raúl Aldana y se llevó a cabo en Taller Acústico S.C., en Ciudad de México. El elenco principal de voces estuvo conformado por Tito Reséndiz y Alan García Solís (como Carl de adulto y de joven, respectivamente), Roberto Carnaghi (como Charles F. Muntz de adulto), Irving Corona (como Russell), Édgar Vivar (como Dug), Verania Ortiz (como Ellie), Arturo Mercado Chacon (como Tom), Jacobo Zabludovsky (como el presentador de noticias) y Mario Castañeda, Gian Marco y Damián Alcázar (como los perros Alfa, Beta y Gamma).
En cuanto a la versión ibérica, el doblaje se realizó en el estudio Soundub, en Madrid, dirigido por Lorenzo Beteta. El reparto protagónico quedó dividido entre Luis Varela y Miguel Rius (como Carl de adulto y de joven), Claudio Rodríguez y Miguel de la Quadra Salcedo (como Charles de adulto y de joven), Julián Mora (como Russell), Fernando Cabrera (como Dug), Claudia Caneda (como Ellie), Manuel Bellido (como Tom), Matías Prats, Jr. (como el presentador de noticias) y finalmente Juan Amador, Luis Bajo y José Escobosa (en los roles de Alfa, Beta y Gamma).

## Mercadotecnia y estreno

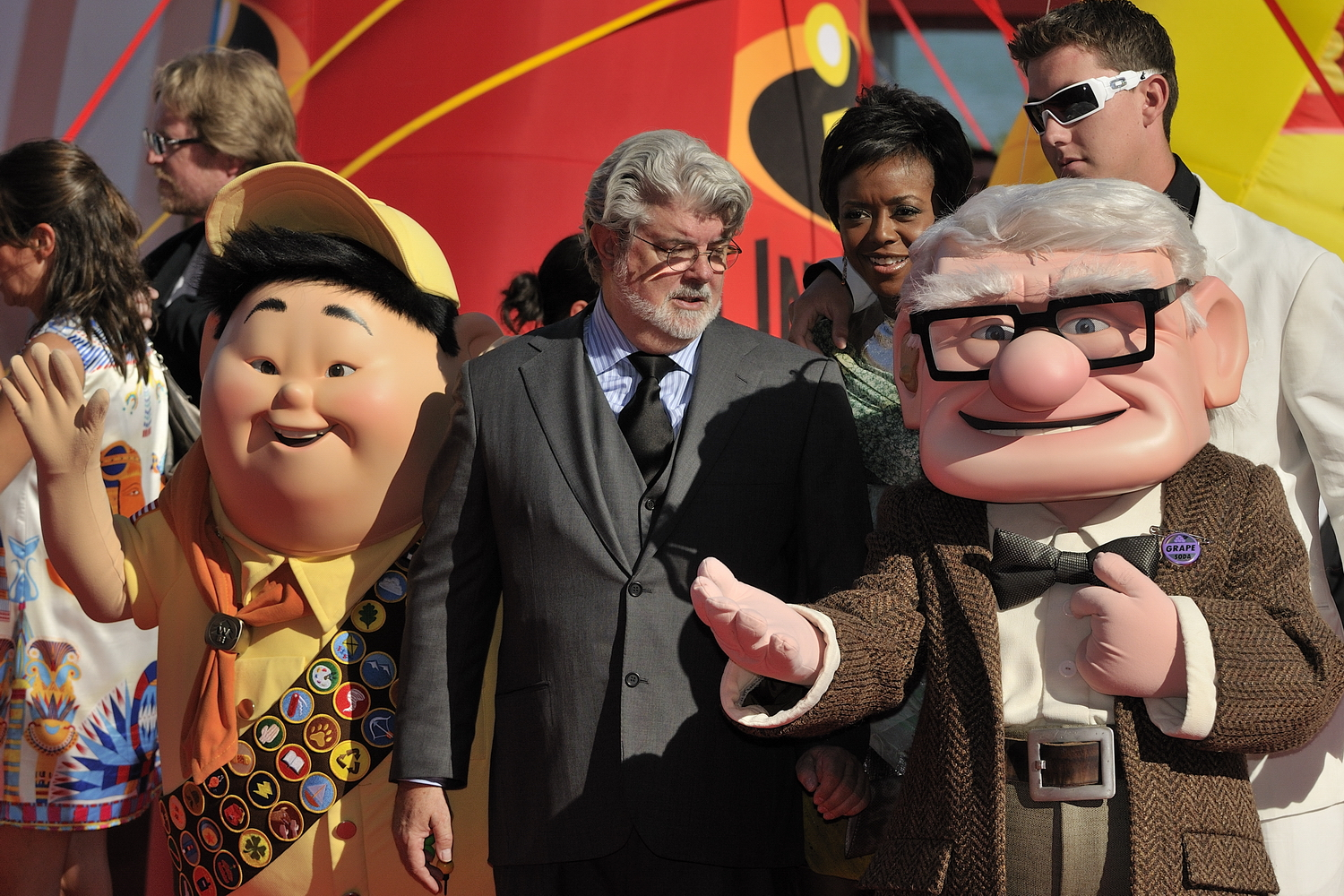
Personas disfrazadas como Carl Fredricksen y Russell, junto al cineasta George Lucas, en el Festival de cine de Venecia de 2009.

Si bien Pixar es conocido por producir películas que vienen a crear su propia marca comercial, Target Corporation y Wal-Mart ofrecieron a la venta pocos artículos inspirados en Up. En otros casos, como Thinkway Toys (que usualmente apoya las campañas promocionales de Pixar), ni siquiera se produjeron productos; en el caso de este último, dijo que eso se debía a que la trama de la película resultaba inusual y sería difícil de promoverla a la audiencia. En respuesta, Disney comentó que no necesariamente todas las cintas de Pixar estaban destinadas a convertirse en una franquicia. Richard Greenfield, un analista de mercado, reveló tener sus dudas sobre si la audiencia juvenil masculina se sentiría atraída por el protagonista, además de quejarse porque no había una mujer en el reparto principal (con la excepción de Ellie, que solo aparece en las escenas iniciales). Otras compañías que participaron en la campaña de Pixar fueron Aflac, NASCAR y Airship Ventures, mientras que Cluster Balloons realizó una réplica del sillón de Carl levantado por globos de aire caliente.
Entre otros productos para promover la cinta se incluyen un libro para niños titulado My Name is Dug, ilustrado por Ronnie del Carmen (supervisora de la historia de Up) y escrito por Kiki Torphe, que retoma la búsqueda emprendida por Dug para localizar a Kevin en Cataratas, prestando énfasis en sus constantes distracciones, y un cortometraje titulado George & AJ, escrito y dirigido por Josh Cooley, que muestra lo que los dos trabajadores de la casa de jubilación de Shady Oaks hicieron después de que Carl se fuera con su casa. Inicialmente estuvo disponible para su compra en la tienda iTunes Store, y luego fue publicado en las páginas de Facebook y YouTube de Disney y Pixar. Otra estrategia promocional incluyó la producción de tres viñetas animadas de breve duración, por Disney y Pixar, con tal de promover el filme en Internet. Estas pueden verse en el sitio de la película en YouTube, y tratan sobre la travesía de Carl y Russell en la selva de América del Sur, previo a su llegada a Cataratas del Paraíso, algo inédito que no apareció en el largometraje. Además, un tráiler del filme fue emitido durante la cuadragésima edición del Super Bowl, en 2009. El 26 de mayo de 2009, apareció el primer videojuego oficial de la película, Up, para las plataformas PC, Nintendo DS y Wii, PlayStation 2, PlayStation Portable, Xbox 360, Macintosh y iPhone. A este le siguió Kinect Rush: A Disney Pixar Adventure, estrenado el 20 de marzo de 2012, para la Xbox 360. En este último también aparecen los personajes de otras cuatro producciones de Pixar, además de Up (Los Increíbles, Cars, Ratatouille y Toy Story).
Up debutó el 13 de mayo de 2009 en el Festival de Cannes de ese año, donde obtuvo aclamación por parte de la prensa reunida ahí tras finalizar su exhibición. Se convirtió así en la primera producción animada en abrir el Festival de Cannes en toda su historia. Su estreno en cines ocurrió el 16 de mayo de ese año en El Capitán Theatre, en Hollywood, California. Del 29 de mayo al 23 de julio, las proyecciones ahí se hicieron acompañar de Lighten Up!, un espectáculo en vivo con los personajes de Disney. La película también participó de varios festivales de cine. El 25 de octubre de 2009 fue estrenada en el Tokyo International Film Festival (en Tokio, Japón), mientras que durante noviembre de dicho año en el Starz Denver Film Festival (en Denver, Estados Unidos). La versión 3-D de la cinta también participó desde el 7 de noviembre en el Festival Internacional de Cine de Mar del Plata (en Mar del Plata, Argentina). El 21 de noviembre fue estrenada en el Festival de Cinema en Valencià Inquiet (Valencia, España), y finalmente el 7 de febrero de 2010 en el Santa Barbara Film Festival (Santa Bárbara, Estados Unidos). A continuación, se enlistan las fechas de estreno mundial de la película:
| País                                            | Fecha de estreno    |
| ----------------------------------------------- | ------------------- |
| Rusia · Chile                                   | 28 de mayo de 2009  |
| Canadá · Estados Unidos                         | 29 de mayo de 2009  |
| Egipto · EAU                                    | 3 de junio de 2009  |
| Kuwait                                          | 4 de junio de 2009  |
| Colombia · México · Uruguay · Venezuela         | 5 de junio de 2009  |
| Argentina · Georgia · Líbano · Perú · Tailandia | 11 de junio de 2009 |
| Ecuador · Panamá · Rumania                      | 12 de junio de 2009 |
| Ucrania                                         | 18 de junio de 2009 |
| Francia                                         | 12 de julio de 2009 |
| Israel                                          | 23 de julio de 2009 |
| Francia · Indonesia · Suiza                     | 29 de julio de 2009 |
| Hong Kong · Corea del Sur · España              | 30 de julio de 2009 |
| Taiwán                                          | 31 de julio de 2009 |
| China                                           | 4 de agosto de 2009 |
| Croacia                                         | 6 de agosto de 2009 |
| Estonia Letonia Singapur                        | 7 de agosto de 2009 |

| País                              | Fecha de estreno         |
| --------------------------------- | ------------------------ |
| Portugal                          | 13 de agosto de 2009     |
| Filipinas                         | 19 de agosto de 2009     |
| República Checa · Malasia         | 20 de agosto de 2009     |
| Lituania                          | 21 de agosto de 2009     |
| Islandia                          | 26 de agosto de 2009     |
| Eslovaquia                        | 27 de agosto de 2009     |
| Australia                         | 3 de septiembre de 2009  |
| Brasil                            | 4 de septiembre de 2009  |
| Países Bajos                      | 6 de septiembre de 2009  |
| Grecia · Nueva Zelanda            | 10 de septiembre de 2009 |
| India                             | 11 de septiembre de 2009 |
| Austria · Alemania · Suiza        | 17 de septiembre de 2009 |
| Eslovenia                         | 24 de septiembre de 2009 |
| Bulgaria · Noruega                | 24 de septiembre de 2009 |
| Dinamarca                         | 2 de octubre de 2009     |
| Bélgica · Países Bajos            | 7 de octubre de 2009     |
| Finlandia · Irlanda · Reino Unido | 9 de octubre de 2009     |
| Hungría · Italia                  | 15 de octubre de 2009    |
| Polonia · Suecia · Turquía        | 16 de octubre de 2009    |
| Siria                             | 19 de noviembre de 2009  |
| Japón                             | 5 de diciembre de 2009   |

| País                                            | Fecha de estreno    |
| ----------------------------------------------- | ------------------- |
| Rusia · Chile                                   | 28 de mayo de 2009  |
| Canadá · Estados Unidos                         | 29 de mayo de 2009  |
| Egipto · EAU                                    | 3 de junio de 2009  |
| Kuwait                                          | 4 de junio de 2009  |
| Colombia · México · Uruguay · Venezuela         | 5 de junio de 2009  |
| Argentina · Georgia · Líbano · Perú · Tailandia | 11 de junio de 2009 |
| Ecuador · Panamá · Rumania                      | 12 de junio de 2009 |
| Ucrania                                         | 18 de junio de 2009 |
| Francia                                         | 12 de julio de 2009 |
| Israel                                          | 23 de julio de 2009 |
| Francia · Indonesia · Suiza                     | 29 de julio de 2009 |
| Hong Kong · Corea del Sur · España              | 30 de julio de 2009 |
| Taiwán                                          | 31 de julio de 2009 |
| China                                           | 4 de agosto de 2009 |
| Croacia                                         | 6 de agosto de 2009 |
| Estonia Letonia Singapur                        | 7 de agosto de 2009 |

| País                              | Fecha de estreno         |
| --------------------------------- | ------------------------ |
| Portugal                          | 13 de agosto de 2009     |
| Filipinas                         | 19 de agosto de 2009     |
| República Checa · Malasia         | 20 de agosto de 2009     |
| Lituania                          | 21 de agosto de 2009     |
| Islandia                          | 26 de agosto de 2009     |
| Eslovaquia                        | 27 de agosto de 2009     |
| Australia                         | 3 de septiembre de 2009  |
| Brasil                            | 4 de septiembre de 2009  |
| Países Bajos                      | 6 de septiembre de 2009  |
| Grecia · Nueva Zelanda            | 10 de septiembre de 2009 |
| India                             | 11 de septiembre de 2009 |
| Austria · Alemania · Suiza        | 17 de septiembre de 2009 |
| Eslovenia                         | 24 de septiembre de 2009 |
| Bulgaria · Noruega                | 24 de septiembre de 2009 |
| Dinamarca                         | 2 de octubre de 2009     |
| Bélgica · Países Bajos            | 7 de octubre de 2009     |
| Finlandia · Irlanda · Reino Unido | 9 de octubre de 2009     |
| Hungría · Italia                  | 15 de octubre de 2009    |
| Polonia · Suecia · Turquía        | 16 de octubre de 2009    |
| Siria                             | 19 de noviembre de 2009  |
| Japón                             | 5 de diciembre de 2009   |

## Recepción

### Comercial
Tras su estreno, recaudó 293 004 164 USD en las taquillas estadounidenses y canadienses. En otros países, se hizo acreedora a ganancias por 442 094 918 USD, con lo que en total obtuvo 735 099 082 USD. Esto la convirtió en 2012 en una de las 50 películas más taquilleras del cine, así como la quinta producción animada por ordenador más exitosa en la historia (por debajo de Shrek 2, Toy Story 3,   Buscando a Nemo y Shrek tercero). De esta forma, ese mismo año fue catalogada como la tercera producción de Pixar con más recaudaciones, superada únicamente por Toy Story 3 y Buscando a Nemo. Cabe señalarse que fue también la sexta película, sin tomar en cuenta el género animado exclusivamente, en haber ganado más dinero en ese año en todo el mundo.
En Estados Unidos y Canadá, es la vigésimo cuarta película con más recaudaciones, así como la décima de Disney, la séptima en versión 3D, la sexta en dibujos animados y la quinta que más recaudó en 2009. En el primer fin de semana después del estreno, obtuvo casi 70 millones USD, cifra muy superior a la que estimaban los analistas, por lo que se situó en el puesto número uno en ventas. Se trata del cuarto debut más exitoso de Pixar en su trayectoria, y el octavo mejor fin de semana de estreno para una cinta animada. Asimismo, fue la tercera mayor apertura cinematográfica del Día de los Caídos. En la recaudación 3D, se consiguieron más de 35 millones USD, con lo que se convirtió en el mejor debut en tal formato hasta entonces. Luego sería superada por Avatar (2009). Como dato adicional hay que agregar que el 53 % de las personas que asistieron en el fin de semana de estreno, en Estados Unidos y Canadá, eran mujeres, mientras que el 47 % eran personas por debajo de los 17 años. Persistió en los primeros lugares de recaudación por algunas semanas, hasta ser superada por The Hangover (2009).
Fuera de Estados Unidos y Canadá, se posicionó como el cuadragésimo quinto filme con mejor debut en taquillas, así como la décima producción animada más exitosa y el quinto largometraje con mayores ganancias en 2009. Asimismo, encabezó las taquillas internacionales por cuatro fines de semana, tres de ellos consecutivos. A lo largo de 2009, los países en los que ganó más fueron Francia (38,7 millones) y España (37,1 millones).

### Crítica

#### Anglosajona y de otros países

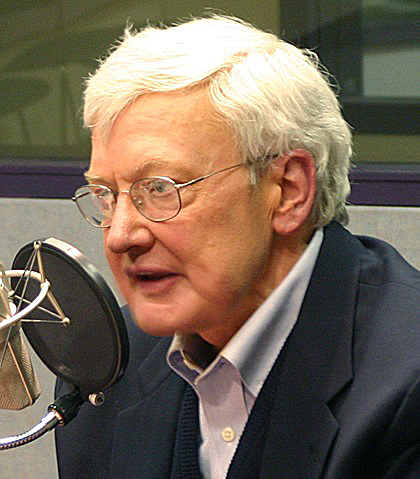
Roger Ebert, crítico del Chicago Sun-Times, dio la máxima calificación al filme.

En su amplia mayoría, obtuvo evaluaciones positivas por parte de la prensa. En el sitio web Rotten Tomatoes, que recopila las críticas de numerosos sitios web y publicaciones en inglés, tiene un 98 % de aceptación, con un total de 297 reseñas analizadas y un promedio general de 8.7/10. El consenso concluyó lo siguiente: «Otra obra de arte de Pixar. Up es una aventura emocionante, graciosa y cordial, elaborada impecablemente y relatada con ingenio y con profundidad». En Metacritic, que cumple una función similar a Rotten, posee una puntuación de 88/100, mientras que en CinemaScore ostenta una calificación de A+.
Roger Ebert, del diario Chicago Sun-Times, le brindó una calificación de 4/4 estrellas y la catalogó como «una cinta maravillosa». A su vez, The Hollywood Reporter describió el filme como «atractivo, conmovedor y, podría decirse que, el proyecto más divertido de Pixar hasta ahora, esta aventura espléndidamente animada y de alto vuelo es una destilación limpia de 90 minutos de todo lo conseguido anteriormente por los estudios responsables». Si bien el San Francisco Chronicle percibió que «contiene muchos tramos aburridos de frenetismo sin sentido y una interacción suave entre los personajes», consideró que algunas de sus escenas son «de tal belleza, economía y sabiduría poética que pertenecen a cualquier antología de las mejores escenas del cine... mirar Up sin mucha crítica hace que te asombres por la economía con la que los efectos visuales están llenos de emoción en el transcurso del filme...». La revista Variety comentó que se trata de una película «excepcionalmente fina — a diferencia de muchas películas animadas, no todo es sobre el bombardeo sensorial y el volumen... Sin que resulte ser una sorpresa, nada está mal aquí. Las actuaciones de voz... exudan un entusiasmo cálido, y las especificaciones técnicas no podrían ser mejores. La banda sonora tradicional y completa de Michel Giacchino es superlativa», mientras que el canadiense The Globe and the mail mencionó que Up es el «tipo de película que te deja con la cuestión de "¿Cómo la gente puede salir adelante en esta situación?"».
Los buenos comentarios también se enfocaron en el personaje protagónico de Carl. Bill Capodgli, autor de Innovate the Pixar Way, reconoció que este era un aburrido, pero, al mismo tiempo, agradable. El editor Joe Morgenstern, de Wall Street Journal, opinó que si bien Carl es brusco al inicio, similar al estilo de Buster Keaton, dicho rasgo se reduce conforme la trama avanza. Ann Hornaday, del The Washington Post, lo comparó con Spencer Tracy, que de hecho fue una de las influencias para el esbozo del personaje de forma similar a la británica Empire, a través de su editor Ian Freer, que comentó que tenía parecido con el Tracy de la época en que debutó Guess Who's Coming to Dinner. Lisa Schwarzbaum, de Entertainment Weekly, también distinguió las coincidencias entre Tracy y Carl, aunque añadió que tenía ciertas características de una caricatura de George Booth. Richard Corliss, de Time, lo evaluó como una «versión compactada de desperdicios» de Tracy. Otra comparación hecha fue la de Scott Foundas, de LA Weekly, quien sugirió que el personaje era parecido a Walter Matthau (una influencia para el diseño del personaje), y comentó que Asner probablemente había modelado su actuación de voz sobre la base de él. Para Todd McCarthy, de Variety, Carl era más bien una combinación de Tracy y Matthau.
Otro concepto que obtuvo opiniones favorables resultó ser la relación entre Carl y Ellie. Keith Booker, en su libro Disney, Pixar, and the Hidden Message of Children's Films, describió el amor entre ambos como «conmovedor», y dijo que el segmento en que van envejeciendo con el tiempo es «una obra maestra en su género». No obstante, opinó que no estaba del todo seguro de cuánto apreciaría la audiencia infantil dicha escena, citando en específico a su hijo que había estado inquieto en su asiento durante la transmisión de esta. James Berardinelli, de Reelviews, comentó que le había hecho derramar una lágrima, algo que ninguna otra película animada había logrado antes en él, ni siquiera con las obras del director japonés de anime Hayao Miyazaki. Ann Hornaday elogió el prólogo y lo calificó como «digno de Chaplin en su intensidad desgarradora», y Michael Phillips, del Chicago Tribune, catalogó el segmento como una «central eléctrica emocional y cinemática», además de revelar que, al igual que Berardinelli, casi lloraba con dicho metraje. Contrariamente, Stephanie Zacharek, de Salon.com, señaló que el matrimonio de Carl y Ellie parecía más bien un comercial de adhesivo dental que una relación humana real.
Se lo elogió a Asner por su interpretación en inglés de la voz de Carl. Al respecto, Mick LaSelle, del San Francisco Chronicle, comentó que había sido una buena elección en el reparto, pues es capaz de transformar su voz para que suene malhumorada cuando en realidad no la tiene así. Lisa Schwarzbaum, de Entertainment Weekly, opinó que el actor le había dado una «autoridad a lo Lou Grant» a su voz, en referencia al personaje de Asner. Corliss, de Time mencionó que Asner tenía el «ritmo malhumorado e inexpresivo cómico para darle vida a Carl». Ty Burr, de The Boston Globe, observó que el personaje de Grant no había disminuido a pesar del tiempo, y que en esta interpretación se hacía presente. Finalmente, Claudia Puig, de USA Today, calificó como «magnífica» la actuación de voz del intérprete.

#### Hispanoamericana y española
En Hispanoamérica, la revista mexicana Cine Premiere, en un recuento de lo mejor del cine de animación en 2009, comentó que uno de los aspectos favorables de Up es la «diversión y risas» que la trama logra en la audiencia infantil, así como la «reflexión filosófica» para los adultos. Si bien calificó como «emblemáticos» a los personajes, y añadió que poseía una «entrañable» combinación de comedia y drama, concluyó que la animación no resulta innovadora. En cuanto a comparaciones, observó similitudes con los escenarios de El mundo perdido (1925). Igualmente de México, El Universal apuntó que Up «consigue brillantemente ser de esas películas que gustan a todo público, pues arrancan carcajadas, conmueven y dejan con un excelente estado de ánimo a la mayoría de los espectadores», mientras que Ernesto Diezmartínez Guzmán, colaborador de Reforma, elogió la secuencia de Carl y Ellie (a la que evaluó como «los minutos más genuinamente cinematográficos que he visto en lo que va del año») aunque también juzgó negativamente el hecho de que fuese una cinta convencional más de aventuras, en vez de intentar superar lo logrado con Ratatouille y WALL·E.
Marcelo Morales, del diario chileno La Tercera, resaltó que, a pesar de ser una película animada, «es imperdible porque va más lejos que muchas películas de "carne y hueso"». A su vez, en su reseña para el periódico argentino La Nación, Diego Batlle calificó como «muy buena» a la cinta, además de opinar que posee un equilibrio adecuado de drama, comedia, romance y aventuras, a pesar de que en la segunda mitad del filme abundan chistes sobre los animales exóticos que encuentran los protagonistas en su travesía. Observó también la influencia de las obras de Miyasaki, en específico de Howl no Ugoku Shiro. Finalmente, en su perspectiva, la calidad de la versión en 3D hace que el metraje «pierda un poco de intensidad». Guillermo Zapiola, del diario uruguayo El País, recibió con agrado que Up estuviera destinada ya no solamente a audiencias infantiles, sino también a los jóvenes y a los adultos, y en su reseña incluyó una recomendación sobre la versión 3D de la película.
En España, la revista Cahiers du Cinéma señaló que Up es como una especie de aprendizaje para la audiencia, en donde las cosas suelen ser imperfectas, y «solo queda la belleza de un gesto que la animación saca de una chistera [...] La esperanza de haber vivido una vida que vale la pena haber dibujado». Tomás Fernández Valentí, de la revista Imágenes de actualidad, subrayó que lo más destacable del filme, en su opinión, es el «extraordinario equilibrio entre drama y comedia [...] sin que el resultado parezca artificioso». El diario El País consideró que incorpora elementos de King Kong, La vuelta al mundo en ochenta días, «los grandes dramas románticos de los años 1940 y 1950 y el humor desternillante de una tira cómica», y comentó que su trama «habla de esperanzas en tiempos de crisis». Antonio Gandiaga, del sitio web Notasdecine.es, comparó a Carl con Walt Kowalski, interpretado por Clint Eastwood en Gran Torino (2008). Opinó asimismo que, si bien no supera lo conseguido por WALL·E (2008), el filme es «casi obligatoriamente memorable». Jordi Costa, de Fotogramas.es, elogió la secuencia de apertura del filme al igual que la prensa en inglés, y concluyó que con ella Pixar demostró «que la animación es un instrumento tan válido como el cine de imagen real para descifrar lo humano», algo con lo que coincidió Patricia Puentes, de Cinematical.es, al comentar que «es difícil no emocionarse con la vida de esas criaturas fruto de la animación digital, pero no por ello menos humanas que cualquier actor».

### Premios y reconocimientos
Up ganó dos premios Óscar en la ceremonia de premiación de 2009, en las categorías de mejor película de animación y mejor banda sonora. Es la segunda de un total de tres películas animadas que ha sido nominada como mejor película, siendo las otras La bella y la bestia (1991) y Toy Story 3 (2010), postuladas en sus respectivos años. Igualmente, obtuvo un par de Globos de oro por mejor banda sonora y mejor película animada en la 67.ª edición de dichos galardones. Otros reconocimientos incluyen dos premios Annie (como mejor película animada y mejor dirección en un largometraje), de un total de ocho nominaciones que obtuvo.
El sitio web Rotten Tomatoes le dio el «Golden Tomato» por haber tenido la calificación más alta en 2009, así como por ser la poseedora de la mejor crítica en cuanto a producciones animadas. Otra distinción incluye el premio película animada favorita de los premios Nickelodeon's Kids Choice México, en su edición de 2010, entregados por la cadena televisiva Nickelodeon. A su vez, Dug, el perro parlante, obtuvo el premio Palm Dog de la prensa británica por haber tenido la mejor interpretación canina en el festival de Cannes, tras vencer al lobo de Anticristo y al caniche negro de Inglourious Basterds, estrenadas en 2009. En 2011, la revista Time catalogó a Up como la decimonovena mejor película de animación de todos los tiempos.

## Formato doméstico
Up salió a la venta el 10 de noviembre de 2009 en los formatos de vídeo DVD y Blu-ray en Norteamérica, y el 15 de febrero de 2010 en el Reino Unido. Fue lanzada en tres ediciones: un paquete especial de cuatro discos Blu-ray, un DVD de dos discos que incluye una copia digital de la película y un solo disco DVD. Se estrenó también un combo limitado prémium en los Estados Unidos, que incluía un reproductor de Blu-ray (además de la película en dicha versión), un DVD, una copia digital de la cinta y una lámpara inspirada en la mascota de Pixar, Luxo Jr. Estas versiones contenían los cortometrajes Dug's Special Mission y Partly Cloudy, comentarios de los directores Docter y Peterson, un documental sobre el viaje del equipo de Pixar a América del Sur y un clip de video sobre las muchas maneras en que los realizadores pensaron hacer al villano, hasta finalizar con Muntz.
En su primera semana de estreno, se vendieron 3 969 792 unidades DVD de Up en los Estados Unidos, recaudando 66 057 339 USD en dicho país. Para finales de 2009, llegó a las 8 442 069 vendidas, con lo que pasó a ser el tercer DVD más vendido de 2009 en los Estados Unidos, solo por detrás de Crepúsculo y Transformers: la venganza de los caídos. El alquiler de la película en Netflix, Blockbuster y Redbox fue controvertido, ya que no se incluyeron subtítulos. Disney se enfrentó a las reacciones de los consumidores sobre dicho problema y rápidamente emitió un comunicado en donde declaró que fue un lamentable error y que se estaba encargando de corregirlo.